# Елекейкіно
Елеке́йкіно (рос. Элекейкино, чув. Элекушкăнь) — присілок у складі Аліковського району Чувашії, Росія. Входить до складу Шумшеваського сільського поселення.
Населення — 78 осіб (2010; 91 у 2002).
Національний склад:
- чуваші — 100 %